# Alfred Brinckmann
Alfred Brinckmann (* 3. Januar 1891 in Kiel; † 30. Mai 1967 ebenda) war ein deutscher Schachspieler und bekannter Schachautor.

## Der Schachspieler
Brinckmann war zeit seines Lebens Mitglied im Verein Kieler SG 1884. Zwischen 1921 und 1949 nahm er achtmal an deutschen Meisterschaften teil. Seinen größten Erfolg feierte er 1927 beim Turnier in Berlin, als er vor namhaften Meistern wie Nimzowitsch und Bogoljubow den ersten Platz belegte.
Im Jahre 1953 wurde er Internationaler Meister. Seine höchste historische Elo-Zahl betrug 2563. Diese erreichte er im Juli 1929.

## Der Funktionär
Brinckmann wirkte maßgeblich an der Neugründung des Deutschen Schachbundes (DSB) in der Nachkriegszeit mit. Von 1950 bis 1967 war er Sekretär des DSB. Von 1953 bis 1955 übernahm er hier das Amt des Turnierleiters, von 1962 bis 1967 war er Schiedsrichter.
Im Jahre 1966 würdigte der DSB seine Verdienste mit der Goldenen Ehrennadel des Verbandes.

## Der Autor
Brinckmann verfasste zahlreiche Bücher, darunter mehrere Biographien (über Efim Bogoljubow, Kurt Richter und Siegbert Tarrasch) und Turnierberichte. In seinem 1940 erschienenen Buch Schachmeister im Kampfe: Betrachtungen zum Schach und zur Gegenwart vertritt er nationalsozialistisches Gedankengut. Im Vorwort schreibt er: Dieses Buch ist in Deutschlands größter geschichtlicher Zeit entstanden. Es ist in ihm häufig vom Kampf und Sieg die Rede, und so soll denn hierin auch eine klare Beziehung zur Gegenwart gesehen werden. Mit solchen Äußerungen lag er auf einer Linie mit anderen NS-Schachautoren wie Emil Fuchs und Alfred Pfrang, die dem Schachspiel eine politische Dimension geben und es unter Betonung seines „Kampfcharakters“ als „Nationalspiel“ zur „geistigen Ertüchtigung“ propagieren wollten. In seinen nach 1945 erschienenen Büchern vermied Brinckmann politische Aussagen, distanzierte sich aber nicht explizit von seinen früheren Schriften. Sein Lehrbuch des Schachspiels, später bearbeitet von Jerzy Konikowski, erschien 2013 in 10. Auflage (ISBN 978-3-940417-17-6).